# District d'Amravati
Le district d'Amravati (en Marathi: अमरावती जिल्हा) est un district de la Division d'Amravati du Maharashtra.

## Description
Son chef-lieu est la ville d'Amravati. Au recensement de 2011, sa population était de 2 888 445 habitants.

## Villes
- Amravati
- Dattapur Dhamangaon
- Achalpur
- Paratwada
- Anjangaon
- Chandur railway
- Dhamangaon Railway
- Ambada
- Chikhaldara
- Warud
- Morshi
- Shendurjana Ghat
- Chandurbazar
- Daryapur
- Nandgaon Khandeshwar
- Badnera
- Dharni
- Tivasa
- Ashtgaon